# Mul'muga
Il Mul'muga (in russo Мульмуга?) è un fiume della Siberia Orientale, affluente di destra della Zeja (bacino idrografico dell'Amur). Scorre nel Zejskij rajon dell'Oblast' dell'Amur, in Russia.
La sorgente del fiume si trova sul versante meridionale della catena dei Monti Stanovoj. Il fiume scorre in un canale tortuoso in direzione sud. La sua lunghezza è di 234 km; il bacino del fiume è di 3 360 km². Il fiume sfocia nel bacino artificiale della Zeja.
Nel corso inferiore è attraversato dalla linea principale della Ferrovia Bajkal-Amur.